# Sung Si-kyung
Sung Si-kyung (성시경?, 成始璄?, Seong Si-gyeongLR, Sŏng SikyŏngMR; 17 aprile 1979) è un cantante e attore sudcoreano.

## Biografia
Mentre studiava alla Korea University, Sung vinse una competizione canora online che gli permise di pubblicare un album, del quale The Road that Leads to Me diventò una hit. Grazie al successo della canzone, il disco vendette quasi centomila copie, aiutando Sung a entrare nel mondo della spettacolo nel novembre 2000. Il suo debutto ufficiale fu nel 2001 con l'album Like the First Time. Ne seguì un altro l'anno successivo, che vendette più di 650 000 copie. Continuò poi a pubblicare circa un disco all'anno.
Sung è anche apprezzato per le colonne sonore di drama coreani da lui cantate. Oltre all'attività nella sfera musicale, è apparso in televisione nel ruolo di attore e di conduttore. Dal 2014, è uno dei presentatori del talk show Bijeongsanghoedam.

## Discografia

### Album in studio
- 2001 – Like the First Time (Dream Music, Universal Music)
- 2002 – Melodie d'Amour (Doremi Music)
- 2003 – Try to Remember (CJ E&M Music Performance Division)
- 2003 – Double Life; The Other Side (Mutu Entertainment, Yejeon Media)
- 2004 – The Blue Night of Jeju Island (YBM Seoul Records)
- 2005 – I Want to Dream Again (Mutu Entertainment, Yejeon Media)
- 2006 – The Ballads (Jelowon Interactive, YBM Seoul Records)
- 2006 – Best Of Album - The Best of Sung Si-kyung
- 2008 – Here in My Heart (Jellyfish Entertainment, YBM Seoul Records)
- 2011 – The First (Jellyfish Entertainment, LOEN Records)
- 2014 – Sung Si-kyung Remake Album - Winter Wonderland (CJ E&M)

### Colonne sonore
- 2003 – Hui jae (Gukhwakkot hyanggi OST)
- 2004 – Since That Day (Hwangtaeja-ui cheotsarang OST)
- 2006 – The Season Returns (Bom-ui waltz OST)
- 2008 – Goodbye My Love (Neoneun nae unmyeong OST)
- 2008 – Love Love (Geudeur-i saneun sesang OST)
- 2010 – Dazzling Proposal (Yeokjeon-ui yeo-wang OST)
- 2010 – You're My Spring (Secret Garden OST)
- 2011 – The Blue Night Of Jeju Island (Naege geojinmar-eul haebwa OST)
- 2011 – One Love (Cheon-ir-ui yaksok OST)
- 2012 – The Place Where I Live (Ullalla bubu OST)
- 2013 – To You (Eungdaphara 1994 OST)
- 2014 – Everything About Youv (Byeor-eseo on geudae OST)
- 2016 – Somewhere Someday (Pureun bada-ui jeonseol OST)
- 2019 – If I Could Be By Your Side (Wang-i doen namja OST)
- 2020 – Leaning On You (Gumihodyeon OST)
- 2021 – If You Stay By My Side (Snowdrop OST)

### Singoli
- 2007 – Parting Once Again (Jellyfish Entertainment, YBM Seoul Records)
- 2011 – Everyone Christmas (con Brian Joo, Seo In-guk, Park Hak-ki, Park Jang-hyun, Hwang Project)
- 2012 – Passionate Goodbye (con Psy)
- 2012 – Because It's Christmas (con Park Hyo-shin, Seo In-guk, Lee Seok-hoon, VIXX)
- 2013 – Things to Do Tomorrow (con Yoon Jong-shin)
- 2013 – Winter Propose (con Park Hyo-shin, Seo In-guk, VIXX, Mysterious Sister)

### Altri brani[Cioè?]
- 2006 – I Believe (in Kim Hyung-suk with Friends)
- 2007 – The Song for My Daughter (in Toy 6th Thank You)
- 2014 – Three People (in Toy 7th Da Capo)

## Filmografia
- Jigeum-eun yeon-aejung (지금은 연애중) – serie TV (2002)
- Punch (펀치) – serie TV (2003)
- Daegyeolǃ Banjun drama (대결! 반전 드라마) – serie TV (2005)
- Nonstop (논스톱) – serial TV (2006)
- HeyHeyHey season 2 (헤이헤이헤이 시즌2) – serie TV (2007-2008)
- Kimchi Cheese Smile (김치 치즈 스마일) – serie TV (2007)
- Neongkuljjae gulleo-on dansin (넝쿨째 굴러온 당신) – serie TV (2012)

## Programmi televisivi
- Bijeongsanghoedam - talk show (2014-2023) - presentatore